# Moisés Acuña
Moisés Manuel Acuña Morales (Maturín, 23 de julio de 1996) es un futbolista venezolano. Juega como defensa en Nacional Potosí de la primera división de Bolivia.

## Trayectoria

### Caracas
Comenzó su carrera profesional en el Caracas a los 19 años en la temporada 2015 de la primera división de Venezuela. Debutó profesionalmente en el primer equipo de Caracas el 4 de octubre de ese año, en compromiso válido por la decimotercera jornada del Torneo Adecuación de aquel año, en el triunfo 3-0 ante Estudiantes Mérida.

### Aragua FC
A inicios del 2015 se confirma como nuevo jugador del Aragua FC.

### Deportivo La Guaira
En 2024 llegó al Deportivo La Guaira.

### Nacional Potosí
En enero de 2025 es fichado por el  equipo boliviano Nacional Potosí.

## Clubes
| Club                     | País      | Año           |
| ------------------------ | --------- | ------------- |
| Caracas FC               | Venezuela | 2015-2018     |
| Aragua FC                | Venezuela | 2019-2022     |
| Deportivo La Guaira FC   | Venezuela | 2023-2024     |
| Internacional de Barinas | Venezuela | 2024          |
| Nacional Potosí          | Bolivia   | 2025-presente |